# Diario de Badajoz (1808-1810)
El Diario de Badajoz fue un periódico español editado en Badajoz entre 1808 y 1810.

## Historia
Fue fundado por la Junta Suprema de Extremadura, sacando a la calle su primer número el 17 de junio de 1810. Surgió en el contexto de la guerra de la Independencia, por lo que el diario mantuvo una línea editorial patriótica. Estuvo bajo la dirección de José María Domenech y Andrade, contando con la colaboración de redactores como Juan Álvarez Guerra o Pedro Pascasio Fernández Sardinó. En septiembre de 1810 sería sustituido por la Gazeta de Extremadura, después de que la Junta Suprema de Extremadura trasladara su sede a Valencia de Alcántara.